# Дитвиллер
Дитвилле́р (фр. Dietwiller) — коммуна на северо-востоке Франции в регионе Гранд-Эст (бывший Эльзас — Шампань — Арденны — Лотарингия), департамент Верхний Рейн, округ Мюлуз, кантон Брёнстат. До марта 2015 года коммуна административно входила в состав упразднённого кантона Сирентс (округ Мюлуз).
Площадь коммуны — 11,06 км², население — 1325 человек (2006) с тенденцией к росту: 1413 человек (2012), плотность населения — 127,8 чел/км².

## Население
Численность населения коммуны в 2011 году составляла 1401 человек, а в 2012 году — 1413 человек.
| 1962 | 1968 | 1975 | 1982 | 1990 | 1999 | 2005 | 2006 | 2010 | 2011 | 2012 |
| ---- | ---- | ---- | ---- | ---- | ---- | ---- | ---- | ---- | ---- | ---- |
| 324  | 337  | 470  | 1053 | 1258 | 1189 | 1310 | 1325 | 1414 | 1401 | 1413 |

Динамика населения:

## Экономика
В 2010 году из 980 человек трудоспособного возраста (от 15 до 64 лет) 713 были экономически активными, 267 — неактивными (показатель активности 72,8 %, в 1999 году — 73,4 %). Из 713 активных трудоспособных жителей работали 665 человек (359 мужчин и 306 женщин), 48 числились безработными (22 мужчины и 26 женщин). Среди 267 трудоспособных неактивных граждан 75 были учениками либо студентами, 123 — пенсионерами, а ещё 69 — были неактивны в силу других причин.
На протяжении 2011 года в коммуне числилось 529 облагаемых налогом домохозяйств, в которых проживало 1386 человек. При этом медиана доходов составила 30207 евро на одного налогоплательщика.

## Достопримечательности (фотогалерея)

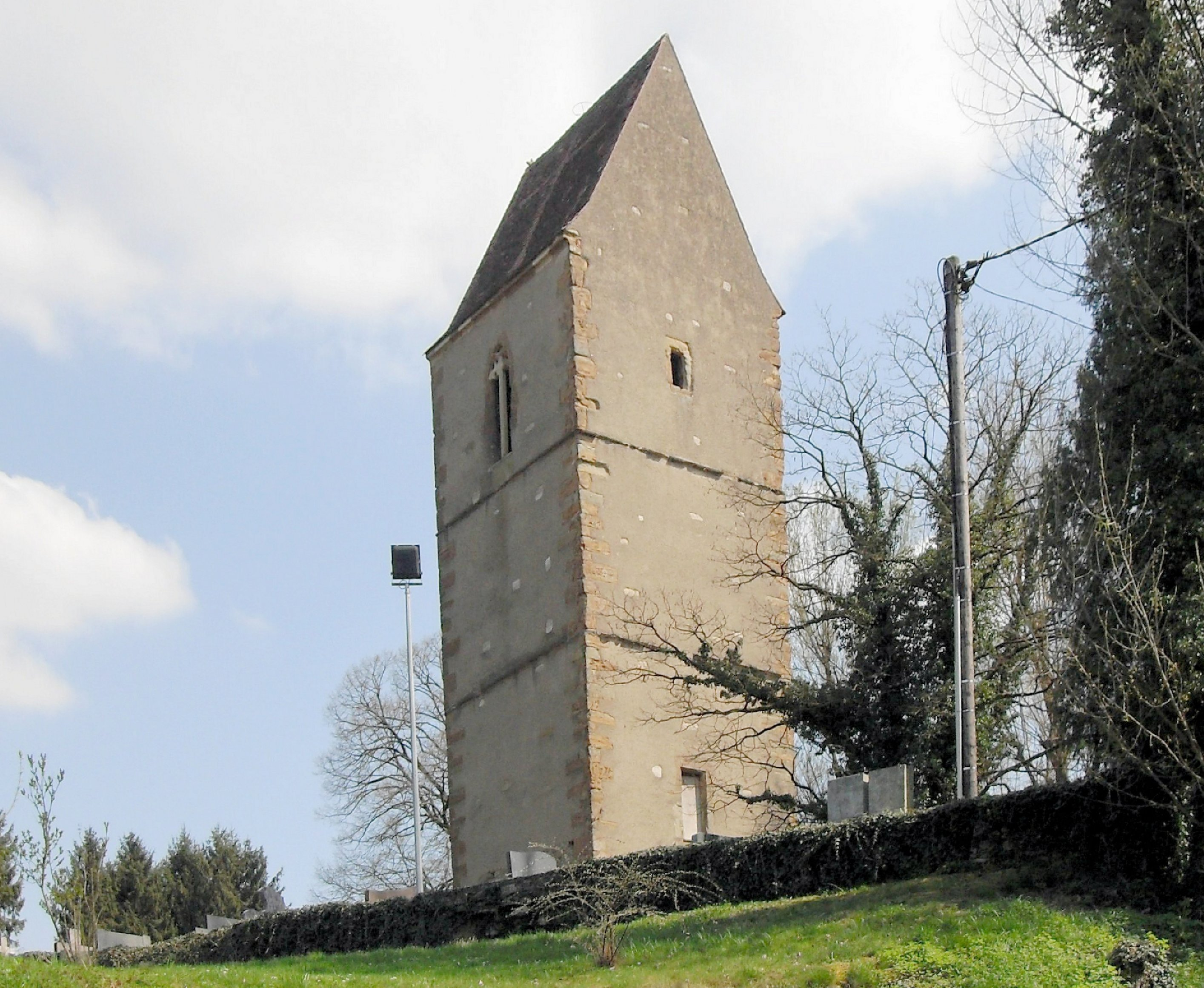
Башня
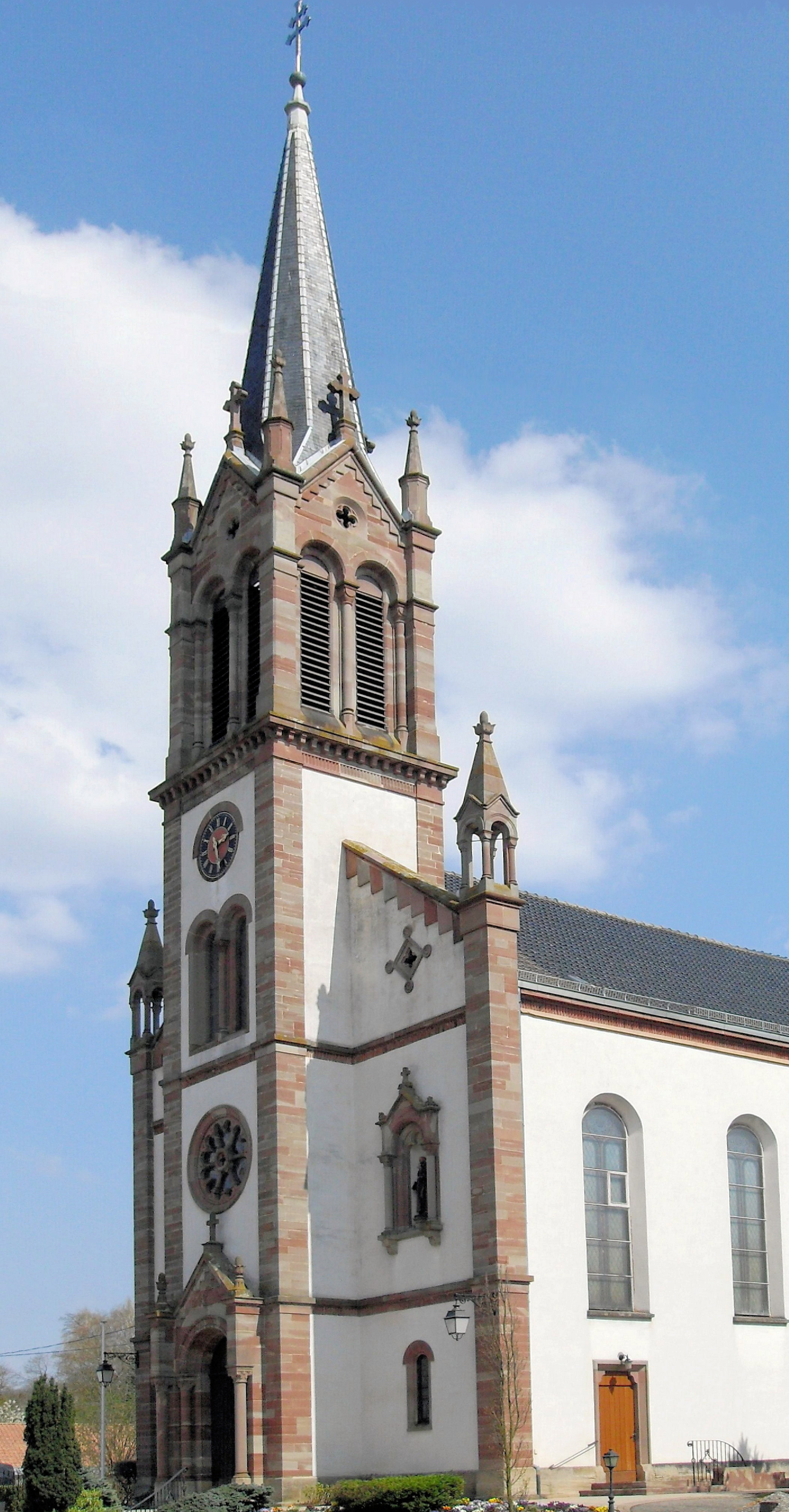
Церковь Саятого Николая
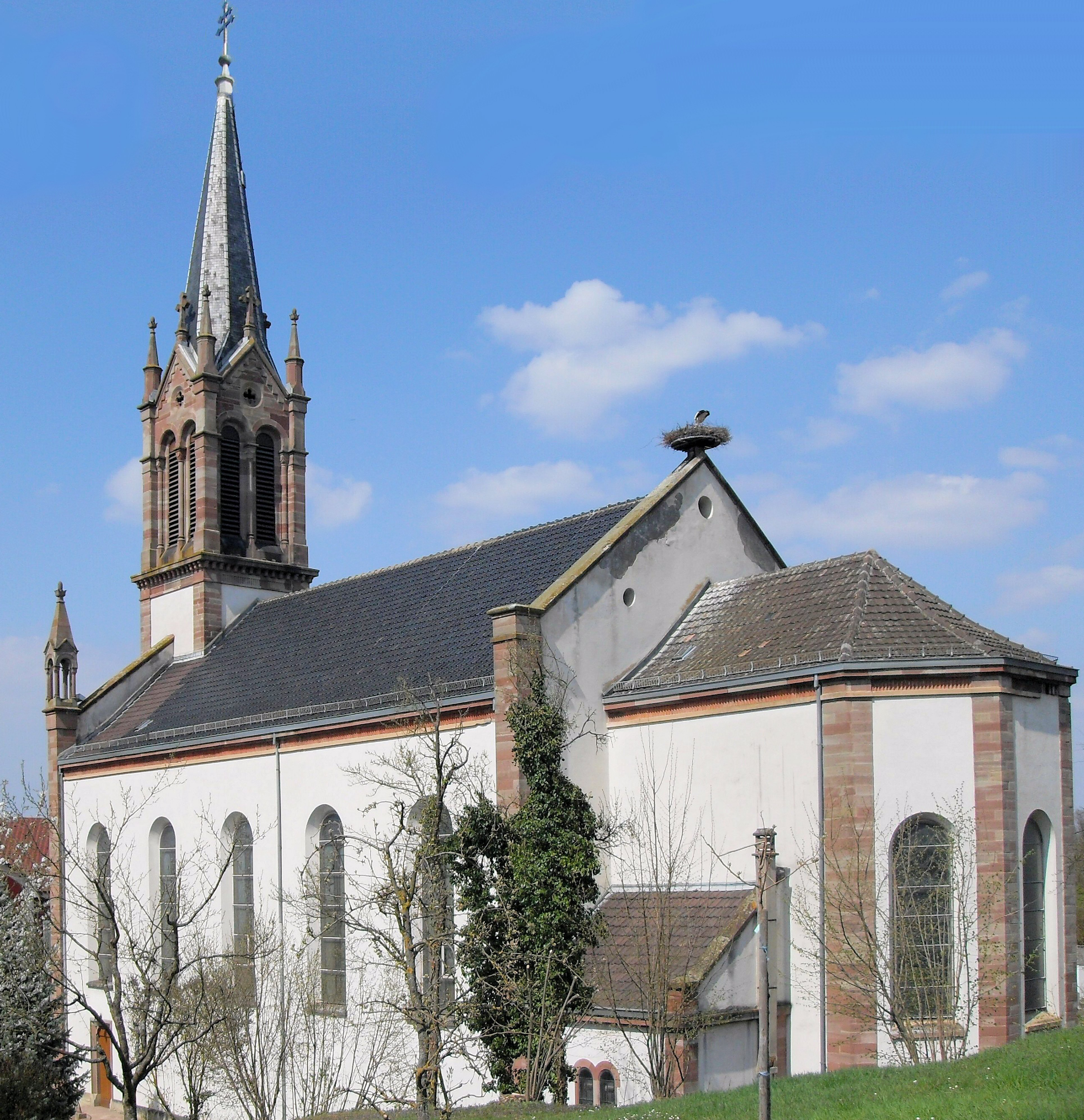
Церковь (южная сторона)